# العجوم السفلى (الملاح)

تعديل مصدري - تعديل

العجوم السفلى هي إحدى قرى عزلة الملاح بمديرية الملاح التابعة لمحافظة لحج، بلغ تعداد سكانها 38 نسمة حسب تعداد اليمن لعام 2004.